# Mahmud Paixà (governador)
Mahmud Paixà (mort 1567) fou un governador otomà del segle xvi al Iemen i Egipte. Era d'origen bosnià.
El governador d'Egipte Dawud Paixà (1538-1549) el va escollir a Damasc com a khetuda el 1538. A Egipte va ocupar diverses funcions entre les quals amir al-hadjdj (encarregat de la peregrinació) (1550-1551) i sandjakbegi, i es va guanyar amics i enemics. El 1560 per recomanació del governador d'Egipte Khadim Ali Pasha (1559-1560) va ser nomenat beglerbegi del Iemen, probablement després de subornar al governador egipci. Va arribar al Iemen necessitat de diners i va fer encunyar moneda amb menor proporció de plata per quedar-se amb el sobrant; tant l'exèrcit otomà com els aliats locals dels turcs aviat li van girar l'esquena, sobretot després de les expropiacions injustes que va fer i a causa dels impostos imposats sobre comunitats que abans estaven exemptes.
Va acumular una notable fortuna i el 1565, quan fou cridat a Constantinoble, va subornar altes personalitats del govern per obtenir el govern d'Egipte. Per augmentar la seva reputació va convèncer el gran visir Sokollu Mehmed Pasha, que era bosnià com ell, de dividir el Iemen en dos beglerbeyiks (28 de desembre de 1565), decisió que en els tres anys que va estar vigent va ser desastrosa pels interessos otomans, el domini dels quals es va enfonsar el 1568/1569. Però molt abans, el 1566, Mahmud va obtenir el càrrec de wali/virrei d'Egipte en lloc d'Ali Pasha.
En el seu govern va confiscar totes les fortunes que va tenir a l'abast, va saquejar el que va poder i va modificar els informes que arribaven del Iemen i que l'acusaven o advertien de la mala situació, per aparèixer com un bon governador. Les autoritats de Constantinoble no van saber el que passava al Iemen fins que Mahmud fou assassinat al Caire el novembre de 1567. Fou substituït per Sanan Pasha (1567-1568).